# Tájékoztató (Lost)
A Tájékoztató (Orientation) a Lost c. amerikai tévésorozat második évadjának 3. része.
2005. október 5-én mutatták be először az USA-ban, az ABC műsorán, a sorozat 27. részeként. Az epizódot Javier Grillo-Marxuach és Craig Wright írta és Jack Bender rendezte. Középpontjában John Locke áll.

## Ismertető
|  | Alább a cselekmény részletei következnek! |

### Visszaemlékezések
Az első visszatekintésben John Locke csoportterápián vesz részt. Végighallgatja, amíg egy nő, Francine az iszákos anyjáról beszél, és hogy az anya ellopott tőle harminc dollárt, amit szeretne visszakapni. Locke ezt nem bírja ki nevetés nélkül. A terápiát vezető hölgy megkérdezi, akar-e hozzáfűzni valamit. A férfi szerint nem érdemes dühöngeni ennyi pénz miatt.
A csoportvezető azt mondja, Francine szerint viszont igen. John véleménye az, hogy mindnyájan, köztük Francine is, túlzásba estek. Locke lekicsinylően beszél a többi ember gondjairól, hiszen ő nem is ismerte a szüleit; amikor néhány évvel azelőtt az anyja megkereste, azt mondta, hogy a fia különleges, és összehozta az apjával. Ez csodálatos ajándéknak tűnt számára, később viszont kiderült, hogy az apjának csak Locke veséje kellett, annak megszerzése után nem is törődött vele (vö. Isteni gépezet). 
A történet elmondása közben egy nő igencsak együttérzően viselkedett Johnnal. Az ülés végeztével oda is megy hozzá. A hölgy elmondja, a férfi kérése jogos, ugyanis ha Locke veserákos lesz, nem marad ép veséje. Ezen John jót derül, majd elnézést kér a találkozó elrontása miatt. A nő azt bevallja, ő is ezen dolgokat akarta már régóta kimondani, de ha megtenné, elkezdene ömleni belőle a düh, és nem lenne megállás. Locke a jövő héten már nem megy terápiára. A nő szerint ez nagy kár, mert „csípi a kopaszokat”. A férfi ezt kikéri magának, mondván, még nem is kopasz. A hölgy válasza: „Kivárhatom.” Bemutatkozik, a neve Helen. Erre John is megmondja, hogy hívják.
Egy Helennel töltött éjszaka után Locke indulni készül, de ekkor a nő felébred, és megkérdezi, hová készül. John azt válaszolja, nem tud idegen helyen aludni. Megnyugtatja, hogy nem a nő az oka, hiszen nagyon tetszik neki.
Hajnalban Locke az apja háza előtt áll kocsijával, kávézgat, és figyeli a kaput. Ekkor hirtelen kinyílik az autó ajtaja, és beszáll az apja. Kölcsönösen üdvözlik egymást, majd Anthony Cooper elmondja, hogy tudja, a fia szeret a közelben autókázni, és észrevette, hogy John minden reggel leparkol a háza előtt. Ezt a helyzetet költözéssel próbálta megoldani, de Locke az új lakhelyére is követte. Ez először még szórakoztatta, de most már bosszantja, ezért kíváncsi arra, mit akar tőle a fia. Locke csak annyit kérdez tőle: „Miért?” Az apja azt válaszolja, ne keresse az okát. Nem John volt az első, akit átvert; a fiának apa kellett, neki pedig Vese. Azt tanácsolja, felejtse el az egészet, és ne járjon hozzá, mert nem kell neki. Az apja távozása után Locke elsírja magát.
Locke és Helen egy étteremben vacsoráznak. A nő egy dobozkát tesz John tányérjára. A férfi kérdésére azt mondja, ez egy ajándék, mivel már fél éve járnak együtt. Locke nem vett semmit, de ez nem is baj, hiszen ez is egy dollárból kijött. A doboz kinyitása után kiderül, hogy az ajándék egy kulcs Helen házához. A nőnek egy feltétele van: ha a férfi átmegy hozzá, ott is marad. Elárulja, hogy követte Johnt az apja házához. Locke nem érti, miért kellett utána mennie a nőnek. Helen válasza szerint John kiosont késő éjjel, és tudnia kellett, hová megy. A férfi szerint az a dolog csak rá tartozik. Helen erre azt mondja, húsz évet vesztegetett el az életéből dühöngéssel. Megpróbálta legyőzni, de egyedül nem ment, segítségre volt szüksége. Helen segíteni szeretne Locke-nak, de akkor soha többé nem mehet el ahhoz a házhoz. John beleegyezik ebbe, és hogy Helen szavait komolyan vegye, a kulcsot a zsebébe teszi. 
Egy újabb együtt töltött éjszaka után Locke felébred Helen házában, megmosakszik, majd megtapogatja a veseműtét következtében keletkezett heget, és ismét az apjához megy. Békésen kávézgat, mikor hirtelen hátulról belehajtanak parkoló kocsijába. Kiderül, hogy Helen volt a tettes. A nő elveszi Locke-tól az autó kulcsát, és bedobja John apjának lakásának udvarára. A férfi megkérdezi, hogy ezt miért csinálta. A nő válasza: „Ki sem dugja a házból az orrát, mert nem érdekled.” Helen ezután kifejti, tudja, hogy a férfit csak a félelem vonzza arra a helyre, nem mer továbblépni kettejükkel. A nő választás elé állítja Locke-ot: vagy ő, vagy az apja. Johnnak ez nem megy, mint mondja, „ez nem ilyen egyszerű”. Helen szerint csak azért nem, mert a férfi nem tudja, mi következik, de ezt senki sem tudja, ezért az a neve, hogy „ugrás a mélybe”. Helen biztosítja arról, hogy mellette áll, így nem egyedül kell belevágnia.

### Valós idejű történések
Miután Michael és Sawyer visszatérnek a Szigetre a Többiek által felrobbantott tutaj (vö. Exodus és Hullámok hátán) maradványain, a már korábban partot ért Jint látják a fák közül kiszaladni, aki azt kiáltozza koreaiul és angolul: „Többiek!” Ekkor a két másik férfi is észreveszi a parton álló embereket, akik közül egy afroamerikai személy brutálisan összeveri, majd háló segítségével egy verembe vonszolja őket. Michael a fiáról érdeklődik, miközben az idegen férfi rájuk zárja a csapda tetejét.
Eközben a bunkerben az ott élő férfi fegyvert szegez Locke fejéhez, Jack pedig pisztollyal fenyegeti őt. Ekkor Desmond, hogy bizonyítsa elszántságát, belelő a szellőzőcsatornába, melyben Kate rejtőzködik. Ezután az orvos szembesíti Locke-ot annak korábbi mondataival, melyek szerint „ez az ő végzete” és „minden út ide vezet”. A doktor megkérdi Johntól, hol van Kate. A hölgy közben a szellőzőben kúszik, amíg nem talál egy leszerelhető fedelet, ami egy kamrába vezet. A helyiségben fegyvereket fedez fel, melyek közül egy puskát magához is vesz. A fegyverrel hátba vágja Desmondot, aki a földre esik, viszont a nő a puskából kilőtt golyóval eltalálja a számítógépet, amelyből füst száll fel. Desmond meg van győződve róla, hogy ez a tett mindannyiuk végét jelenti.
Desmond megpróbál felkelni, de Jack nem hagyja. A földön fekvő férfi győzködi: ha nem hagyja, 
hogy megszerelje a gépet, az mindenki halálát jelentheti, hiszen a számláló visszaszámol, be kell írnia a kódot és megnyomnia a gombot. Locke próbál hatni a dokira, hogy engedje el Desmondot, de ekkor az így szól: „Ismerjük egymást?” (vö. Tudomány embere, hit embere) Jack Kate-re bízza a felügyeletét, erre Desmond a számítógéphez szalad, és elkezdi a helyrehozását. Ijedten konstatálja, a monitor nem kapcsol be. Locke, meglepődve azon, hogy Desmond felismerte Jacket, a doktorra bámul, de annak kérdésére azt válaszolja, nincs semmi.
Desmond feldúlja a bunkert valami után kutatva. Locke felajánlja segítségét, de mivel nem ért a számítógépekhez, a férfi visszautasítja. Kate-nek eszébe jut, hogy Sayid talán megjavíthatná, ezért a másik kijáraton távozik. Közben Desmond megtalálja, amit keres: egy üveget csavarokkal és szerszámokkal. Jack elveszi az üveget, ezzel kényszeríti, hogy Desmond elmondja, hogy került ide. A férfi elmondása szerint három éve vitorlásversenyen vett részt, de hajója zátonyra futott, és egy Kelvin nevű ember találta meg. Elvitte őt a bunkerba, és mivel a számláló csipogott, beírta a kódot, ezzel , ahogy ő mondta, „megmentette a világot”. Desmond csatlakozott hozzá, Kelvin halála után viszont egyedül maradt. Az orvos szemmel láthatóan kétlkedik a gombnyomogatás értelmében, szemben Locke-kal, aki  szerint csak a férfi szavaira támaszkodhatnak. Desmond erre azt válaszolja, nézzék meg a filmet, amely a Csavar fordul egyet c. könyv mögött van, a vetítő pedig a kamrában. Locke megtalálja a Henry James-művet és mögötte a filmet is, „Tájékoztató” felirattal.
A parton Hurley Vincenttel játszik, majd Sayid segítségére siet, aki egy ládát vonszol. Hurley elmondja neki, nem hitte volna, hogy túlélik ezt az éjszakát, ráadásul még gyermekrablás is történt. Szerinte ideje lenne a régi rend visszaállásának. Ebben a pillanatban Kate rohan ki a dzsungelből Sayid nevét kiáltozva. A nő azt mondja, segítenie kell.
A veremben Sawyer tudakozódni próbál Jintől, hogy mit tettek vele, és kik ezek az emberek. Jin szerint ők a Többiek. Michael Waltról kérdezi, Sawyer pedig azt, hogy hányan vannak. A koreai férfi ezt nem tudja, mert bekötözték a szemét. Sawyer megpróbál kitörni a csapdából, de ez nem sikerül neki, mivel a fekete bőrű férfi egy kést bedugva megrémíti, ezután pedig egy nőt hajít be hozzájuk.
Locke kinyitja a film dobozát, Jack pedig arról érdeklődik, mi történt a bunkerban, amíg fel nem bukkant. Locke elmondja, hogy Kate-et megkötözte, őrá fegyvert fogott, és bemutatkoztak egymásnak Desmonddal, aki a túlélőkről kérdezősködött, hogyan jutottak ide, nem betegek-e stb. Locke nem kérdezett tőle semmit, hiszen nála volt a fegyver. Jack szerint nem aggasztja túlságosan Johnt, hogy háromnegyed óra múlva vége a világnak. A kopasz férfi szerint Desmond megjavítja a gépet. Jack megpróbálja meggyőzni, hogy ez tiszta őrültség, mert „az utolsó világmegváltó számítógép nem így nézett ki”. Locke megkérdezi tőle, azért van-e így kiborulva, mert Desmond fölismerte, vagy mert mindez lehetetlen? Jack válasz helyett felhúzza a vetítővásznat, Locke pedig elindítja a filmet. A tájékoztatóban egy fehér köpenyes ember, dr. Marvin Candle bemutatja a DHARMA Kezdeményezés történelmét, majd rátér a 3. állomáson, a Hattyún tartózkodók feladataira. Minderre azért van szükség, mert az elektromágneses ingadozás vizsgálatára létrejött állomás átadása előtt történt egy incidens, ami ezt a protokollt teszi szükségessé:  540 napon át minden 108. percben be kell ütni a kódot és megnyomni a gombot. (A filmről bővebb információt itt találsz.)
A film befejeződése után Jack kérdően Locke-ra néz, aki azt mondja: „Még egyszer végig kell néznünk.” Jacknek azonban eszében sincs végignéznie újra a filmet.
A veremben felébred a nő, aki megkérdezi a férfiaktól, kik ők. Michael készségesen elmondja, hogy lezuhant a repülőgépük, Sydneyből Los Angelesbe tartottak, kb. negyvenen élték túl a balesetet. A nő visszakérdez: „A 815-össel?” Sawyerék megdöbbenve veszik tudomásul, hogy ő is a gépen utazott, csak hátul ült. A nő közlése szerint egyedül élt a vadonban élelmet és vizet keresve, amíg tegnap rá nem találtak ezek, akikről nem tud semmit. Michael a gyermekéről érdeklődik, de a nő azt feleli, nem látta. Ezután Ana-Lucia bemutatkozik a többieknek. Sawyer elmondja tervét: amikor az afroamerikai felnyitja a tetőt, az eddig a farzsebében lévő pisztollyal fogja várni.
Jack megkérdezi Desmondot, aki a gépet javítja, hogy tartja-e a kapcsolatot a film készítőivel. Desmond szerint ha így lenne, már nem tartózkodna ott. Jack nem tudja felfogni, hogy a férfi nem tudott a balesetükről és a túlélőkről. Desmond, mivel minden 108. percben megnyomja a gombot, nem jár el gyakran. Az orvos ekkor a filmben említett utódokról kérdezi. „Kelvin az utódjának várása közben halt meg” - mondja Desmond. A doktor az ételről érdeklődik, és arról, hogyan tudja ezt komolyan venni. Szerinte csak azért van „Karantén” a bejáratra írva, hogy benntartsa és megijessze. Ezután elmondja, hogy negyven napja kint élnek, és nem betegedtek meg. Megkérdezi tőle: nem gondolt-e még arra, hogy csak azért tartják ott, hogy lássák, nyomogatja-e még a gombokat; hogy ez az egész egy kísérlet? Desmond „mindnyájuk érdekében reméli”, hogy nem az. A filmben az áll, hogy ez egy elektromágneses mező, és mikor elmegy a betonfal mellett, fájnak a tömései. Desmond úgy gondolja, végzett a javítással, de amikor bekapcsolja a monitort, a gép szikrázik egyet, majd az egész épületben elmegy az áram. Kigyullad a vészvilágítás, a számítógép füstölni kezd, az áramkimaradásra Locke is kiszalad a kamrából, és Desmond szerint „vége van”, majd elszalad. A számláló 48 percen áll. Desmond élemet és vakcinákat rak a táskájába, és Locke minden győzködése ellenére búcsút int nekik. Jack észrevesz a polcon egy fényképet, melyen Desmond látható egy nővel. Desmond olyan messzire akar elmenni, amilyenre csak tud, és ezzel elhagyja a bunkert. Jack szerint semmit nem kell tenniük, mivel ez csak humbug, nem valóság. Locke azt mondja: „Ennek nem így kellett volna történnie!” Jack egy „Magára maradt, John!” felkiáltással szintén elhagyja az állomást. Locke visszamegy a láthatóan működésképtelen számítógéphez, megpróbál javítani rajta, de nem sikerül. A Szigethez fordul, és azt kérdezi: „Mégis mi lenne a dolgom?”
Időközben Kate is megérkezik a bunkerba Hurleyvel és Sayiddal, akik álmélkodva néznek körbe. Az iraki megkérdezi Johnt, mi ez a hely. Kate Jack hollétét firtatja, Locke közli vele, mi történt, és megkéri Sayidot, hogy segítsen. Az arab férfi utasítja a nőt és Hugót, hogy keressenek kapcsolódobozokat. Hurley a kutatás közben megtalálja az éléskamrát, aminek felettébb örül.
Michaeléknél Sawyer elmondja tervét, miszerint Jin majd halottnak tetteti magát. Ana-Lucia kételkedik ennek sikerességében, de Sawyer elhallgattatja. A nő a pisztolyról kérdezősködik, mire James elárulja, hogy a gépen lévő szövetségi marsalltól szerezte. A latin-amerikai még megkérdezi, miért nem használta, mikor elkapták, ezután pedig egy jobbegyenessel padlóra küldi Sawyert, a fegyvert elveszi tőle, és a többiekre fogja, miközben a kiáltja: „Kimegyek!” Erre a fekete bőrű ember ledob egy kötelet és kihúzza, közben arról faggatja a nőt, kik ezek, és mi történt; aztán a csapda teteje ismét lecsapódik.
A dzsungelben futó Desmond elbotlik és elesik. Épp a holmiját pakolgatja, mikor utoléri az orvos és pisztolyt fog rá. A férfi azt hiszi, hogy a számítógépbe beírandó kód kell neki, ezért elmondja a számokat és azt is, hogy ezután a „Bevitel” (Execute) gombot nyomják meg. Jack belé fojtja a szót, hiszen szerinte semmi nem fog történni, ha nem tudják megjavítani a gépet; Desmond is csak a hite miatt csinálta a gombnyomkodást. A másik férfi erre csak annyit mond: „Negyed óra múlva úgyis meglátjuk, testvér! Ha le akarsz lőni, hát tessék!” A doktor arról faggatja, miért fut, mikor még azt se tudja, mi elől menekül. Desmondnak erre beugrik, hogy ők Los Angeles-ben találkoztak egy stadionban; Jacknek kifordult a bokája, és ő segített rendbehozni; és volt egy lány, aki miatt bánkódott, mivel becsapta. A férfi a lány hogylétéről érdeklődik, majd többszöri unszolására a doktor elmondja, hogy feleségül vette, de erre sírni kezd. Desmond ebből rájön, hogy már elváltak. Ezután elbúcsúzik tőle, és tovább szalad. 
A bunkerban a számláló már öt percet mutat, mikor Locke megkérdezi Sayidot: meg tudja-e csinálni a komputert. Az iraki azt mondja, a meghajtót kicserélték, az átalakítót meg rögzítették. „Nem is érdekli a miértje?” - kérdezi John. Sayidot azonban csak a számítógép megjavítása és a számláló visszafelé pörgése foglalkoztatja. Kate ekkor megtalálja a kapcsolódobozt, üzembe helyezi, és ekkor visszajön az áram. A számláló négy percre vált, és elkezd minden másodpercben sípolni. Sayid bekapcsolja a monitort, amely újból működőképes, hiszen megjelenik rajta a Prompt. Locke szeretne visszaemlékezni a kódra, melyet Desmond íratott be vele. Hurley, mikor látja, hogy a kód tulajdonképpen az ő baljós számai, megpróbálja leállítani a folyamatot. De mivel John az utolsó számot rosszul ütötte be (42 helyett 32-t), Hugo is ráhagyja. Már éppen a „Bevitelt” nyomná meg, mikor a megérkező Jack kijavítja az elütést. Az orvos ekkor elindul a partra, de John felszólítja, hogy csinálja ő, hiszen a filmben is az áll, hogy ez egy kétemberes munka. A doktor véleménye, hogy John csinálhatja, ha akarja, de őt hagyja ki ebből. Kate és Sayid próbálja győzködni őket, nem sok sikerrel. Locke felteszi a kérdést: „Miért olyan nehéz magának hinni?” Jack riposztja: „Magának miért olyan egyszerű?” John válasza szerint számára „sohasem volt egyszerű”. Közben megszólal az egy perc hátralévő időt jelző riasztó. Jacknek ez csak egy gomb, de Locke álláspontja az, hogy nem csinálhatja egyedül, és nem is akarja, hiszen ez egy igazi „ugrás a mélybe”. Az orvos végül egy másodperccel az idő letelte előtt megnyomja a „Bevitelt”, mire a számláló visszaáll 108 percre. Locke leül a géphez, mondván, viszi az első váltást. Jack elhagyja a termet, az óra pedig 107 percre vált.
|  | Itt a vége a cselekmény részletezésének! |